# Bryonieae
Bryonieae, tibus trajnica i grmova iz porodice Cucurbitaceae. Pripada mu 15 vrsta umutar 3 roda iz Europe, Azije, Afrike i Australije. Tipični rod je bljuštac (Bryonia), od kojega dvije vrste rastu i u Hrvatskoj, to su dvodomni bljuštac, (Bryonia dioica; poznat i kao pasja buča ili divlja tikva) i bijeli bljuštac (Bryonia alba)

## Rodovi i broj vrsta
1. Austrobryonia H.Schaef., 4 vrste
2. Bryonia L., 10 vrsta
3. Ecballium A.Rich., 1 vrsta